# Titanic (minissérie de 1996)
Titanic (bra: Titanic ou Titanic 2 (SBT); prt: Titanic) é um telefilme estadunidense de 1996 que, no mesmo ano, foi exibido em duas partes como minissérie pela CBS, nos dias 17 e 19 de novembro. A trama acompanha diversos passageiros a bordo do RMS Titanic durante sua viagem inaugural, culminando no trágico naufrágio ocorrido em 15 de abril de 1912. A minissérie foi dirigida por Robert Lieberman e conta com uma trilha sonora original composta por Lennie Niehaus. É estrelada por Peter Gallagher, George C. Scott, Eva Marie Saint, Tim Curry, Marilu Henner e Catherine Zeta-Jones.
Devido ao sucesso do filme de 1997 exibido pela TV Globo, a produção foi ao ar pela primeira vez no Brasil pelo SBT, em janeiro de 2001, com o título Titanic 2. Apesar de divulgada como uma continuação, a obra não possui nenhuma ligação com o longa, além do tema em comum.

## Enredo
Titanic acompanha três histórias principais.

### 1.ª Trama
Isabella Paradine está viajando no RMS Titanic para se reunir com o marido após comparecer ao funeral de sua tia no Reino Unido. Durante a viagem, ela reencontra Wynn Park, seu antigo amor. Os dois se apaixonam novamente e, após um breve caso, Isabella escreve um telegrama ao marido dizendo que eles não podem mais ficar juntos (apesar da filha que têm). Quando o navio começa a afundar, Wynn a obriga a entrar em um bote salva-vidas, e ela o deixa com relutância. Enquanto o bote é baixado, Isabella revela um segredo guardado por anos: sua filha Claire, na verdade, é filha de Wynn. Mais tarde, a bordo do RMS Carpathia, ela fica arrasada ao encontrar o corpo sem vida de Wynn no convés, morto por hipotermia. No entanto, ao chegar a Nova York, Isabella reencontra sua família, que continua sem saber de seu envolvimento com Wynn, já que o telegrama nunca foi enviado por causa do naufrágio.

### 2.ª Trama
Também na primeira classe está a família Allison, que viaja no RMS Titanic de volta para casa, em Montreal, com seus dois filhos pequenos e a nova babá, Alice Cleaver. Com o tempo, eles passam a desconfiar do comportamento histérico e instável de Alice. Mais tarde, uma camareira a reconhece e pergunta se não a viu no Cairo no mês anterior, mas logo se lembra de onde realmente a conhece: do julgamento amplamente divulgado em que Alice foi acusada de ter jogado seu próprio bebê de um trem. Quando o Titanic começa a afundar, Alice entra em pânico e embarca às pressas em um bote salva-vidas com Trevor, o bebê da família Allison. Sem saber que o filho está a salvo, os pais se recusam a deixar o navio sem ele, permanecendo a bordo com a filha pequena, o que acaba custando suas vidas.

### 3.ª Trama
Na terceira classe, um jovem vagabundo chamado Jamie Perse rouba um bilhete para embarcar no RMS Titanic. Ele consegue fazer amizade com um dos tripulantes, Simon Doonan, que também é ladrão, mas depois se revela um criminoso muito mais violento e cruel do que Jamie. O jovem se apaixona por Aase (pronuncia-se "Osa") Ludvigsen, uma recém-convertida ao cristianismo e missionária. Na noite do naufrágio, Aase é brutalmente estuprada e espancada por Doonan, o que faz com que ela perca a fé e a vontade de viver, mas Jamie consegue colocá-la no bote salva-vidas de Isabella. Sem que eles saibam, Doonan também consegue entrar nesse mesmo bote, disfarçado de mulher idosa. Depois que o navio afunda, Aase é empurrada para fora do bote por Doonan após reconhecê-lo, e ele tenta manter os passageiros como reféns com uma arma, mas o oficial Lowe, que está no comando do bote, acerta Doonan na cabeça com um remo, quebrando seu pescoço e matando-o. Jamie sobrevive ao cair acidentalmente em um dos últimos botes antes do Titanic afundar. Depois, ele busca redenção ao encontrar Aase no hospital improvisado a bordo do Carpathia. No fim, ao chegar em Nova York, os dois planejam recomeçar a vida juntos.

## Elenco
| Ator/Atriz           | Personagem                         |
| -------------------- | ---------------------------------- |
| Peter Gallagher      | Wynn Park                          |
| George C. Scott      | Capt. Edward J. Smith              |
| Catherine Zeta-Jones | Isabella Paradine                  |
| Eva Marie Saint      | Hazel Foley                        |
| Tim Curry            | Simon Doonan                       |
| Roger Rees           | Joseph Bruce Ismay                 |
| Harley Jane Kozak    | Bess Allison                       |
| Marilu Henner        | Margaret "Molly" Brown             |
| Mike Doyle           | Jamie Perse                        |
| Sonsee Neu           | Aase Ludvigsen                     |
| Felicity Waterman    | Alice Cleaver                      |
| Malcolm Stewart      | Primeiro Oficial William Murdoch   |
| Kevin McNulty        | Segundo Oficial Charles Lightoller |
| Kavan Smith          | Quinto Oficial Harold Lowe         |
| Terence Kelly        | Capt. Arthur Rostron               |
| Scott Hylands        | John Jacob Astor IV                |
| Jane Mortil          | Madeleine Astor                    |
| Tamsin Kelsey        | Clarinda Jack                      |
| Eric Keenleyside     | "Black" Billy Jack                 |
| Katharine Isabelle   | Ophelia Jack                       |
| Barry Pepper         | Operador de rádio Harold Bride     |
| Kevin Conway         | Hudson J. Allison                  |
| Gina Christodoulou   | Dançarina                          |
| Matthew Walker       | Capt. Stanley Lord                 |
| Byron Lucas          | Vigia Frederick Fleet              |

## Recepção

### Resposta da crítica
O New York Daily News comentou que as atuações eram abaixo do esperado e que os operadores e o dono do navio foram retratados "com tanta simpatia quanto os envolvidos no caso do Exxon Valdez". O Seattle Post-Intelligencer também criticou a produção, mencionando a "atuação constrangedoramente ruim" e cenas fora de contexto.

### Prêmios e indicações
Titanic recebeu o Emmy Award de Melhor Mixagem de Som para Minissérie ou Especial de Drama. A produção também foi indicada na categoria de Melhor Figurino para Minissérie ou Especial.
| Ano  | Categoria                                                  | Recipiente(s)                                                            | Resultado |
| ---- | ---------------------------------------------------------- | ------------------------------------------------------------------------ | --------- |
| 1997 | Melhor Mixagem de Som para Minissérie ou Especial de Drama | David Husby, David E. Fluhr, Adam Jenkins, Don Digirolamo para a parte 1 | Venceu    |
| 1997 | Melhor Figurino para Minissérie ou Especial                | Joe I. Tompkins, Jori Woodman                                            | Indicado  |